# 北川美麗
北川 美麗（きたがわ みれい・2000年〈平成12年〉8月24日 - ）は、日本のタレント、女優、グラビアモデル、元レースクイーン。
東京都出身。元プラチナムプロダクション所属で、現在はレアルマネジメントに所属している。
愛称は「きたパン」。

## 略歴
高校時代に東京都港区高輪で行われた『Miracle House』の撮影会でモデルを務めた後、原宿でのスカウトをきっかけにプラチナムプロダクションと契約。2019年7月、「サマンサタバサガールズコレクション・レディースゴルフトーナメント」内で行われた『サマンサタバサ ガールズアワードモデルオーディション』に出場しファイナリストまで残る。
2020年3月24日、「超十代2020 デジタル」内で行われた『超十代2020　ランウェイモデル争奪オーディション』に合格。同年、「K-tunes Racing」のレースクイーンユニット『Win G』（ウィン・ジー）のメンバーに選ばれRQ活動を開始。翌2021年・2022年も引き続きWin Gメンバーを務める。
2021年7月には、扶桑社主催の『ミスSPA!オーディション2021』に応募しセミファイナル30名の中に入ったが、グランプリ受賞はならなかった。
2021年8月、東京オートサロンのイメージガール『A-class』の2022年度メンバーを決めるセレクション審査にエントリー。同年9月13日、同じ事務所の黒木麗奈（北川と同じ2000年生まれ）と共にA-classメンバー6名の中に選ばれたことが発表され、自身初のオートサロン出演を果たした。ちなみに最年長の沙倉しずか（1986年〈昭和61年〉生）との年齢差は14歳と、歴代で最も大きい。
2022年4月20日、『Krush』のラウンドガールユニット「Krushガールズ」に選出。自身初の格闘技ラウンドガールを務める。同年、8年ぶりに復活した『ミスヤングアニマル2022』オーディションにエントリーしたが、ファイナリスト進出は果たせなかった。またヴァリノタイヤのイメージガールに当たる「VALINO GIRL」としてD1 GRAND PRIXのRQも務めており、2023年の東京オートサロンでは、VALINO GIRLとしてD1のキックオフデモラン等に参加していた。
2023年1月20日、WinGで共働した南真琴や、A-classで共働した日南まみと共に「Weds Sport Racing Gals」（RACING PROJECT BANDOH）に就任したことが発表されたが、諸般の事情により第1戦の岡山のみで活動を辞退し、以後は南・日南・霧島聖子の3人体制となった。同年6月9日 - 11日には、『東京オートサロン クアラルンプール2023』にイメージガール“J-girls”の一員として先述の黒木麗奈他と共演。同年7月、『ミスFLASH2024』にエントリーしベスト30に入ったが、ファイナリスト15名の中に入ることは出来なかった。
2024年3月30日に後楽園ホールで行われた『Krush. 159』をもって、2年間務めたKrushガールズを卒業。翌31日付でプラチナムプロダクションを退所した後、2025年にレアルマネジメントへと事務所を移している。

## 人物
- 特技はクラシックバレエ、ジャズダンス、HIPHOP。
- 趣味は音楽鑑賞、ヘアアレンジ。
- 好きな食べ物はさつまいも[14]。
- プラチナムでは宮野真菜と特に仲が良かった[27]。

## レースクイーン歴
| 年     | カテゴリー    | クラス | チーム名                                            | 他メンバー                                |
| ------ | ------------- | ------ | --------------------------------------------------- | ----------------------------------------- |
| 2020年 | SUPER GT      | 300    | K-tunes Racing「Win G」                             | 長沼南帆、福江ななか 星乃サラ、宮本あかり |
| 2021年 | SUPER GT      | 300    | K-tunes Racing「Win G」                             | 南真琴、西井綾音、水沢まこ                |
| 2022年 | SUPER GT      | 300    | K-tunes Racing「Win G」                             | 南真琴、西井綾音                          |
| 2022年 | D1 GRAND PRIX |        | VALINO GIRL                                         |                                           |
| 2023年 | SUPER GT      | 500    | TGR TEAM WedsSport BANDOH 「WedsSport Racing Gals」 | 霧島聖子、南真琴、日南まみ                |

## 出演

### テレビ番組
- 痛快TV スカッとジャパン（フジテレビ・2020年3月9日） - 「僕たちの再会」看護師役[28]
- 全力!脱力タイムズ（フジテレビ・2020年6月26日） - 「テレビ初!?山里亮太・自宅からリモート中継」に水着モデルとして出演[29]
- ゴッドタン「壁ある芸人矯正プログラム」（テレビ東京・2020年12月20日未明）- かまいたちと共演[30]

### ドラマ
- 君は天才!（NHK BSプレミアム・2019年8月10日）
- フォローされたら終わり 第6話（AbemaTV・2019年11月10日） - 女子高生役
- 共演NG 第1話（テレビ東京・2020年10月26日） - アイドル役[31]
- ミステリと言う勿れ 第1話（2022年1月10日、フジテレビ）
- さらば、銃よ 警視庁特別銃装班 第2話（2023年4月14日 - 、Lemino） - 水着ギャル 役

### CM
- マギアレコード 魔法少女まどか☆マギカ外伝（2019年）

### ミュージックビデオ
- 阿部真央『どうしますか、あなたなら』（2019年）

### YouTube
- 貴ちゃんねるず 『石橋貴明50代最後の誕生祭!生でダラダラいかせて!!生配信SP』 - YouTube（2020年10月23日）[注 4]
- さまぁ〜ずチャンネル 『ウマいいこと言う中華店』 - YouTube（2021年8月6日）[注 5]
- 『TOKYO AUTO SALON 2022 年明けまで待ちきれないスペシャル!』 - YouTube（2021年12月11日）[注 6]

### ラウンドガール
| 年     | 大会名 | ユニット名  | 他メンバー                                                                   |
| ------ | ------ | ----------- | ---------------------------------------------------------------------------- |
| 2022年 | Krush  | Krush GIRLS | 犬嶋英沙、芹沢まりな、中村恵季花、名取くるみ、日向のん                       |
| 2023年 | Krush  | Krush GIRLS | 犬嶋英沙、日向のん（6月まで）、冨樫秋穂、成沢紫音、詩瑤、竹川由華（7月から） |